# Kyllini, Västra Grekland
För andra betydelser, se Kyllini (olika betydelser).
Kyllini (grekiska: Κυλλήνη, även transkriberat Kyllene) är en ort på västra Peloponnesos i Grekland. Den ligger i regiondelen Elis och regionen Västra Grekland. Kyllini ligger 1 meter över havet och antalet invånare är 1 133.
Från Kyllini går färjor till Zakynthos och Kefalinia.